# Trzetrzewina
Trzetrzewina – wieś w Polsce położona w województwie małopolskim, w powiecie nowosądeckim, w gminie Chełmiec.
W latach 1954–1961 wieś należała i była siedzibą władz gromady Trzetrzewina, po jej zniesieniu w gromadzie Chełmiec. W latach 1975–1998 miejscowość administracyjnie należała do województwa nowosądeckiego. Według stanu na 2021 rok wieś liczyła 1824 mieszkańców.
Wieś królewska starostwa sądeckiego w powiecie sądeckim województwa krakowskiego w końcu XVI wieku.

## Położenie
Wieś leży we wschodniej części Beskidu Wyspowego, przy drodze krajowej nr 28. Wieś podzielona jest na przysiółki: Łysa Góra, Sołtystwo, Bołdoniec. Przez wieś płynie potok Niskówka, który wpada do rzeki Dunajec. We wsi znajduje się zespół szkół i kościół parafialny.

## Części wsi
| SIMC    | Nazwa                | Rodzaj     |
| ------- | -------------------- | ---------- |
| 0421173 | Dół                  | część wsi  |
| 0421180 | Koło Dworu           | część wsi  |
| 0421196 | Koło Gościńca        | część wsi  |
| 0421279 | Łysa Góra            | przysiółek |
| 0421204 | Na Bałdonicach       | część wsi  |
| 0421210 | Niwy                 | część wsi  |
| 0421227 | Słociny              | część wsi  |
| 0421233 | Sołtystwo            | część wsi  |
| 0421240 | Wydarta              | część wsi  |
| 0421262 | Zadziele             | przysiółek |
| 0421256 | Zadziele Klęczańskie | część wsi  |

## Historia
Trzetrzewina została założona w listopadzie 1353 przez Kazimierza Wielkiego. Powstała na zrębie królewskiego lasu Cietrzewina nad rzeką Niskówką, który swą nazwę zawdzięczał gnieżdżącym się tutaj cietrzewiom. Pierwszymi osadnikami byli bracia Domasław i Piotr. Każdy z osadników otrzymał na własność 35 morgów ziemi oraz prawo do wypasania bydła na wspólnym pastwisku zwanym Skotnica.
„W imię Boże, My Kazimierz z Bożej łaski, Król Polski, podajemy do publicznej wiadomości wszystkim obecnym i przyszłym, którzy to pismo oglądać będą, że mając gorące pragnienie, aby ziemie naszego Królestwa przyniosły lepsze i bogatsze plony, oddajemy i potwierdzamy w wieczystą posiadłość Domosławowi i Piotrowi rodzonym braciom i ich prawym następcom Nasz las zwany powszechnie Cietrzewina na wyrąb drzewa, potrzebnego do zbudowania 25 osiedli. W tej wiosce oddajemy Domosławowi i Piotrowi i ich prawym następcom sołectwo z dwoma wolnymi osiedlami (...) i młyn, który może być założony na rzece Niskówce, podobnie jak i samą wieś, którą zbudują z obydwu stron rzeki. Wieś ma być założona na prawie niemieckim. Przywilej spisano i nadano w Nowym Sączu w oktawę św. Marcina (19 XI) chwalebnego biskupa w roku tysiąc trzysta pięćdziesiątym trzecim w obecności świadków” – oto fragment przetłumaczonego z łaciny wierzytelnego odpisu dokumentu lokacyjnego wsi Trzetrzewiny, sporządzonego przez notariusza w Nowym Sączu w 1611 i znajdującego się z Archiwum Diecezjalnym w Tarnowie. Tam też znajduje się oryginalny dokument wystawiony przez Stefana Batorego 30 sierpnia 1585 w Niepołomicach, na mocy którego sołtys Trzetrzewiny, Zygmunt Mazur, otrzymał łan ziemi wolny od wszelkich ciężarów za to, że podczas moskiewskiej wyprawy wybitnie się odznaczył. Szczęsny Morawski pisze, że w 1655 siedzi na sołectwie w Trzetrzewinie Jędrzej Sędzimir „dorodny, gadatliwy i zawołany jeździec. Walczył w wojskach Jana Kazimierza koło Bochni i Żywca, gdzie został ranny. Za przykładem sołtysa i chłopi trzetrzewińscy wzięli udział w wyzwalaniu ziemi sądeckiej z zalewu szwedzkiego”. 1 września 1887 otwarto we wsi Szkołę Ludową.
Z Trzetrzewiny pochodził generał brygady Michał Gałązka, legionista, bohater wojny bolszewickiej, dowódca artylerii Armii „Modlin” we wrześniu 1939 i 5 Kresowej DP w Iraku, który od kilku lat patronuje miejscowej szkole podstawowej. W lasach trzetrzewińskich Niemcy dokonywali egzekucji sądeckich patriotów, zaś w Biegonicach rozstrzelano w lipcu 1941 ks. Józefa Bardla, proboszcza Trzetrzewiny. W 1911 ks. prałat Roman Mazur wybudował kościół pw. MB Pocieszenia.